# Sulettaria
Sulettaria là một chi thực vật trong họ Zingiberaceae, sinh sống tại vùng nhiệt đới tây và trung Malesia. Các loài được ghi nhận trong khu vực Borneo, Malaysia bán đảo, Sulawesi, Sumatra. Cho tới năm 2018 nó được coi là một phần của chi Elettaria.

## Các loài
Plants of the World Online (2020) công nhận 15 loài như sau:
- Sulettaria anomala (R.M.Sm.) A.D.Poulsen & Lofthus, 2018
- Sulettaria brachycalyx (S.Sakai & Nagam.) A.D.Poulsen & M.F.Newman, 2018
- Sulettaria burttii (R.M.Sm.) A.D.Poulsen & M.F.Newman, 2018
- Sulettaria kandariensis (K.Schum.) A.D.Poulsen & Ardiyani, 2018
- Sulettaria kapitensis (S.Sakai & Nagam.) A.D.Poulsen & Bjorå, 2018
- Sulettaria lambirensis (R.M.Sm.) A.D.Poulsen & M.F.Newman, 2018
- Sulettaria ligulata (R.M.Sm.) A.D.Poulsen & M.F.Newman, 2018
- Sulettaria linearicrista (S.Sakai & Nagam.) A.D.Poulsen & Bjorå, 2018
- Sulettaria longipilosa (S.Sakai & Nagam.) A.D.Poulsen & Lofthus, 2018
- Sulettaria longituba (Ridl.) A.D.Poulsen & Mathisen, 2018
- Sulettaria multiflora (Ridl.) A.D.Poulsen & Ardiyani, 2018
- Sulettaria polycarpa (K.Schum.) A.D.Poulsen & M.F.Newman, 2018
- Sulettaria rubida (R.M.Sm.) A.D.Poulsen & Mathisen, 2018
- Sulettaria stoloniflora (K.Schum.) A.D.Poulsen & Mathisen, 2018
- Sulettaria surculosa (K.Schum.) A.D.Poulsen & Mathisen, 2018